# Jonesiobryum dumboi
Jonesiobryum dumboi là một loài rêu trong họ Rhachitheciaceae. Loài này được Eb. Fisch., Killmann & Sérus. mô tả khoa học đầu tiên năm 2006.